# Concerto grosso n. 1 (Šnitke)
Il Primo Concerto Grosso è il primo dei sei Concerti Grossi del compositore sovietico Alfred Schnittke, scritto nel 1977, all'età di 44 anni, composto per due violini solisti, clavicembalo, pianoforte preparato e 21 archi, è stato eseguito per la prima volta il 21 marzo dello stesso anno da Gidon Kremer e Tat'jana Grindenko ai violini, Jurij Smirnov alle tastiere e dalla Leningrado Chamber Orchestra diretta da Eri Klas. Si tratta di una delle opere più rappresentative del polistilismo di Schnittke, che egli stesso ha definito come un incastro di tre sfere, il Barocco, il Moderno e il banale, fondendo il tutto in una struttura esteticamente coesa. Dura 28 minuti circa, ed è formato da sei movimenti:
1. Preludio (Andante)
2. Toccata (Allegro)
3. Recitativo (Lento)
4. Cadenza
5. Rondò (Agitato)
6. Postludio (Andante)

## Discografia
| Solisti (violini)                   | Solista (tastiere) | Ensemble                                   | Direttore               | Etichetta           | Data |
| ----------------------------------- | ------------------ | ------------------------------------------ | ----------------------- | ------------------- | ---- |
| Tat'jana Grindenko, Gidon Kremer    | Jurij Smirnov      | London Symphony                            | Gennadij Roždestvenskij | Melodija            | 1982 |
| Liana Isakadze, Oleh Krysa          | Natalia Mandenova  | Georgian Chamber Orchestra                 | Saulus Sondeckis        | Melodija            | 1984 |
| Tat'jana Grindenko, Gidon Kremer    | Jurij Smirnov      | Orchestra filarmonica di Mosca             | Jurij Bašmet            | Melodija            | 1990 |
| Tat'jana Grindenko, Gidon Kremer    | Jurij Smirnov      | Chamber Orchestra of Europe                | Heinrich Schiff         | Deutsche Grammophon | 1991 |
| Christian Bergqvist, Patrik Swedrup | Roland Pöntinen    | New Stockholm Chamber Orchestra            | Lev Markiz              | BIS                 | 1993 |
| Eleonora Turovsky, Natalya Turovsky | Catherine Perrin   | I Musici de Montreal                       | Yuli Turovsky           | Chandos             | 1997 |
| Marco Serino, ?                     | ?                  | Ensemble Il Terzo Suono                    | Flavio Emilio Scogna    | Dynamic             | 2000 |
| Victor Kulešov, Ilya Yoff           | Julia Lev          | St. Petersburg Mozarteum Chamber Orchestra | Arcady Shteinlukht      | Manchester CG       | 2004 |